# Ambrosius (biskop i Finland)
Ambrosius (civilt namn Risto Jääskeläinen) född 10 augusti 1945 i Tohmajärvi, är biskop emeritus i Ortodoxa kyrkan i Finland. 
Ambrosius vigdes till präst och munk 1979 och var 1986–1988 biträdande föreståndare för Valamo kloster. Han var biskop av Joensuu 1988–1996 och blev metropolit av Uleåborg 1996 samt biskop i det ortodoxa Helsingfors stift 2002. Han har genom sin utåtriktade aktivitet bidragit till att förstärka den ortodoxa kyrkans ställning i finländskt tros- och kulturliv. Bland annat har han redigerat den historiska översikten Ortodoksinen kirkko Suomessa (1979).
2018 gick Ambrosius i pension. I samband med detta organiserades den ortodoxa kyrkan i Finland i någon mån om, så att hans efterträdare på biskopsstolen i Helsingfors Leo Makkonen även är ortodox ärkebiskop för hela Finland. 

## Utmärkelser
- Kommendörstecknet av Finlands Vita Ros’ orden[1]
- Terra Mariana-korsets orden, tredje graden[1]
- Ungerska förtjänstordens kommendörskors[2]
- Storofficer av Fenixorden[1]
- Kommendörstecknet av II klass av Heliga Lammets orden[1]
- Biskop Platon-orden[3]

[Redigera Wikidata]